# Anastasiya Markovich
Pour les articles homonymes, voir Markovich.
Anastasiya Markovich (née le 23 octobre 1979 à Briceni dans la RSS moldave de l'Union soviétique) est une peintre ukrainienne. Elle habite et travaille à Chernivtsi, dans le sud-ouest de l'Ukraine. Elle est reconnue pour ses publications dans plusieurs magazines d'art, pour ses livres tels Світ Левкасу et The World of Levkas et pour ses expositions dans plusieurs pays tels l'Allemagne, la France, les Pays-Bas, la Pologne et la Russie.

## Galerie d'images

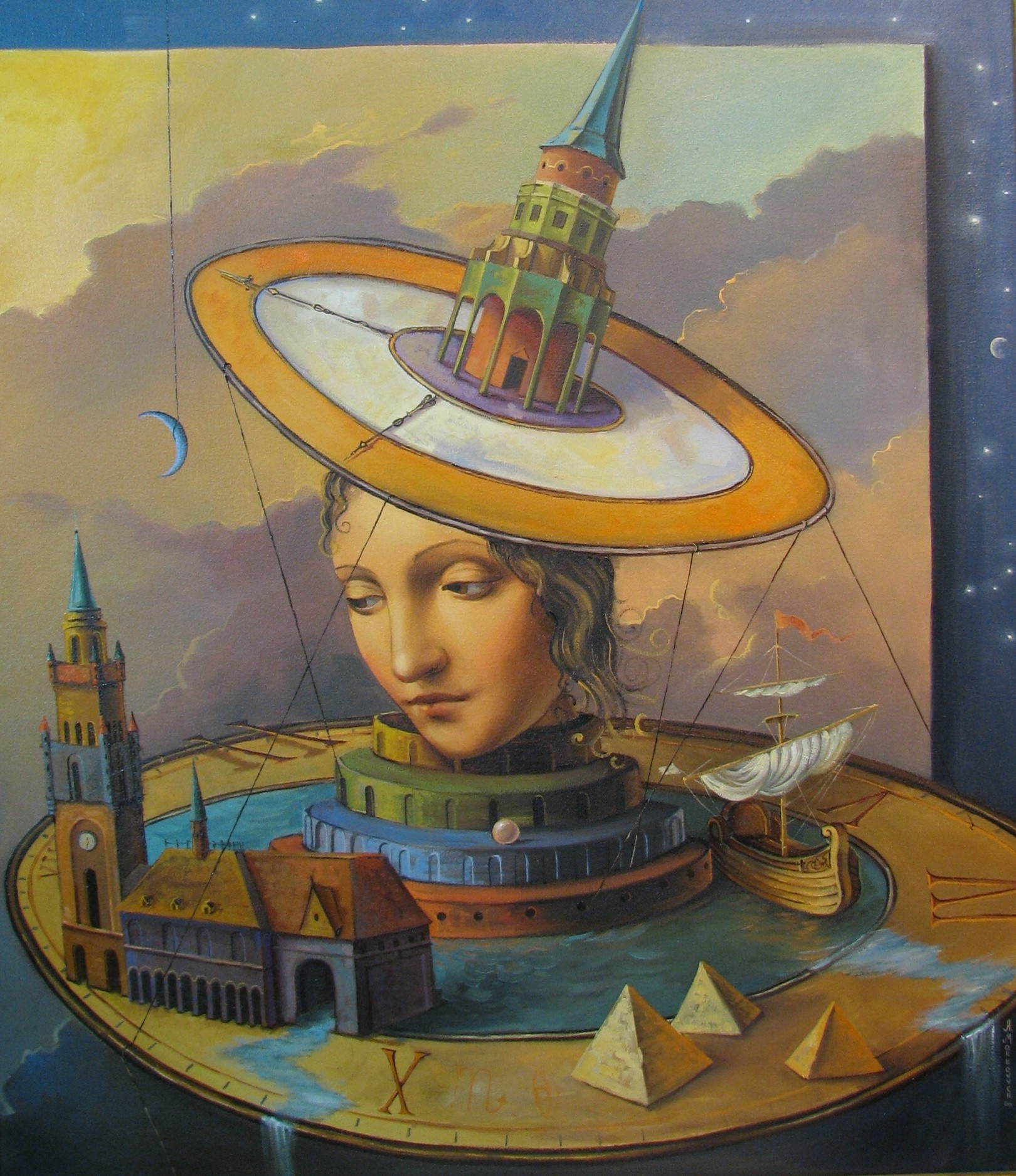
The Past (« Le passé »), 2006. 70x60cm.
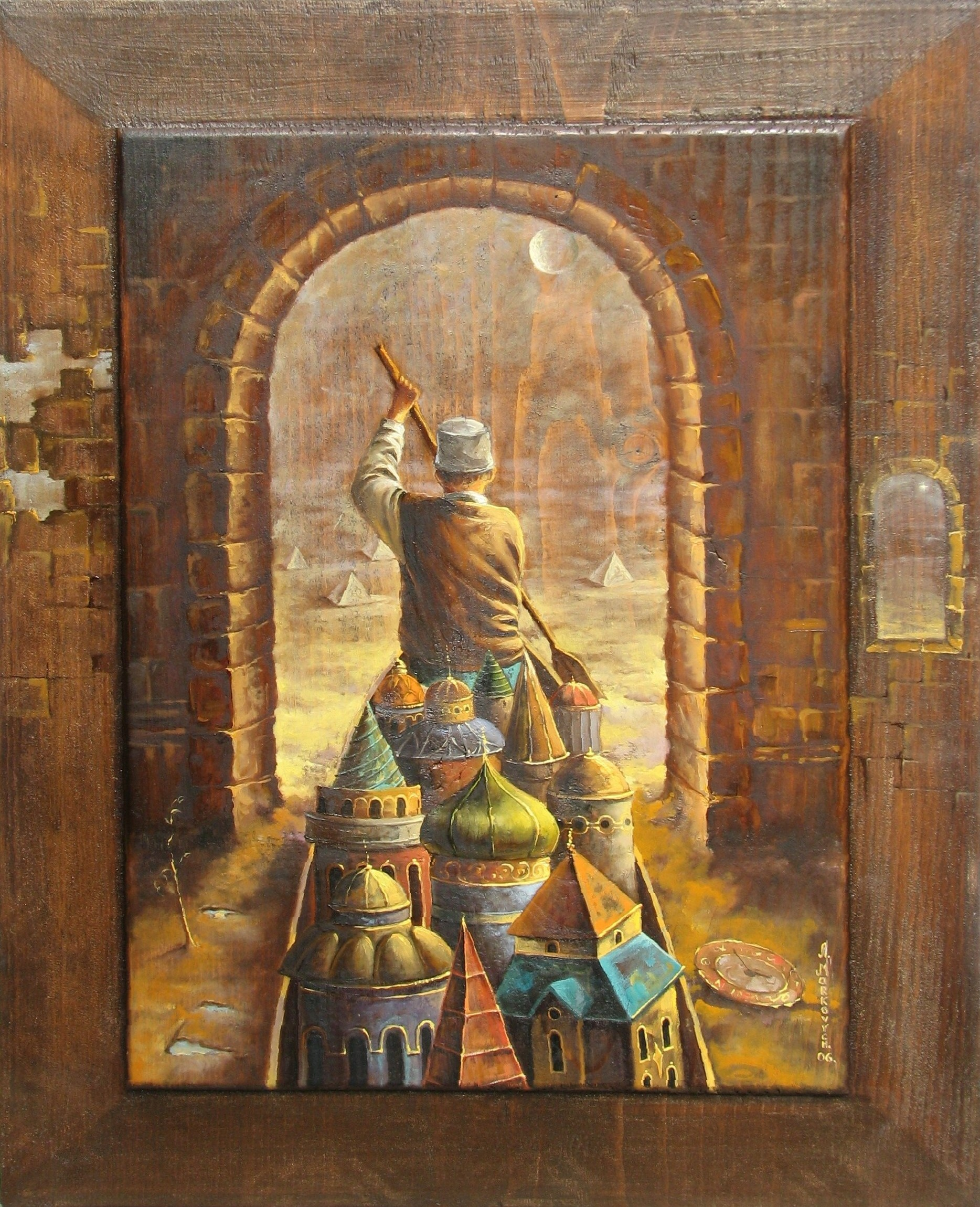
Traveller (« Voyageur »), 2006. 40x30cm.
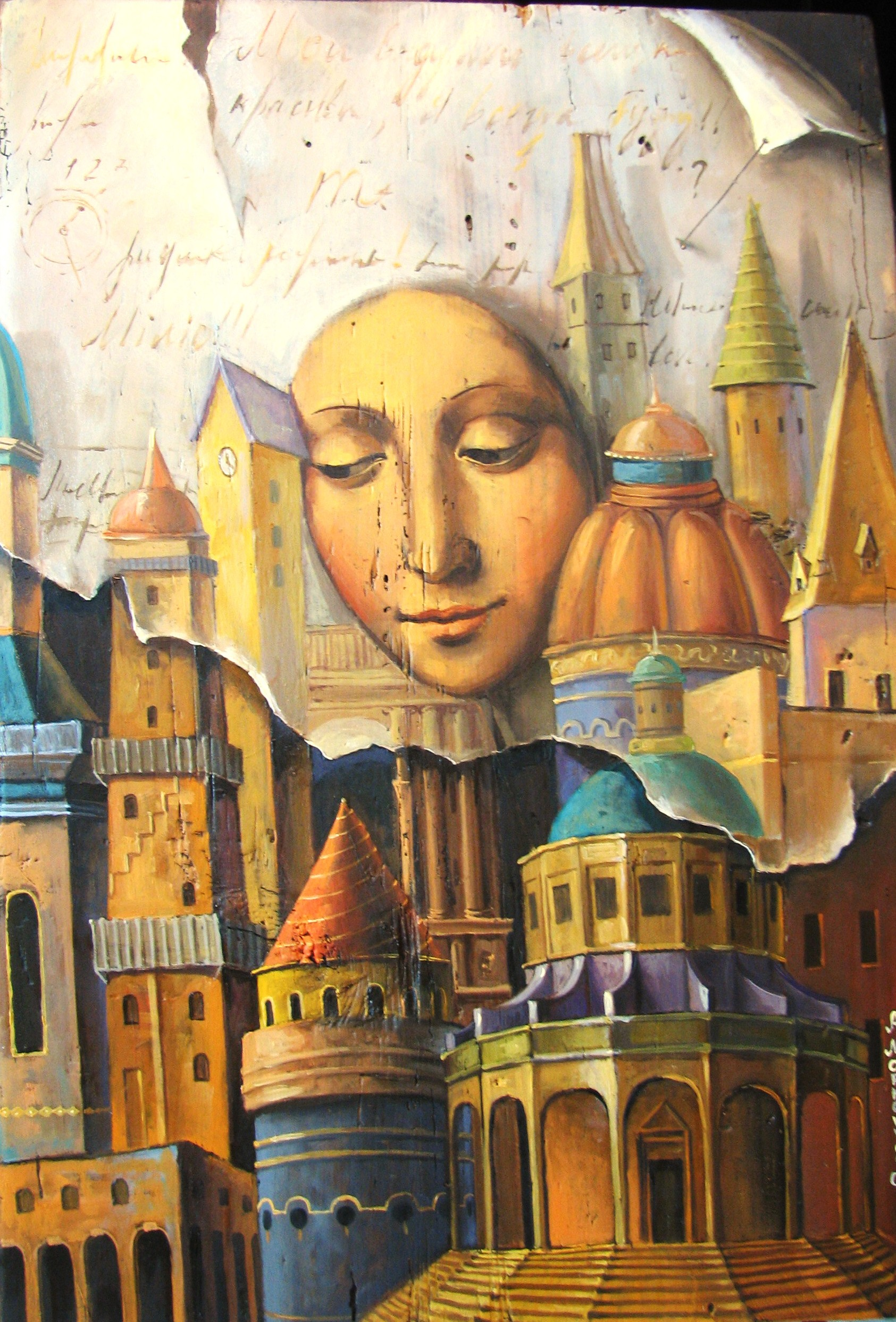
Through the Centuries (« À travers les siècles »), 2006. 32x22cm.
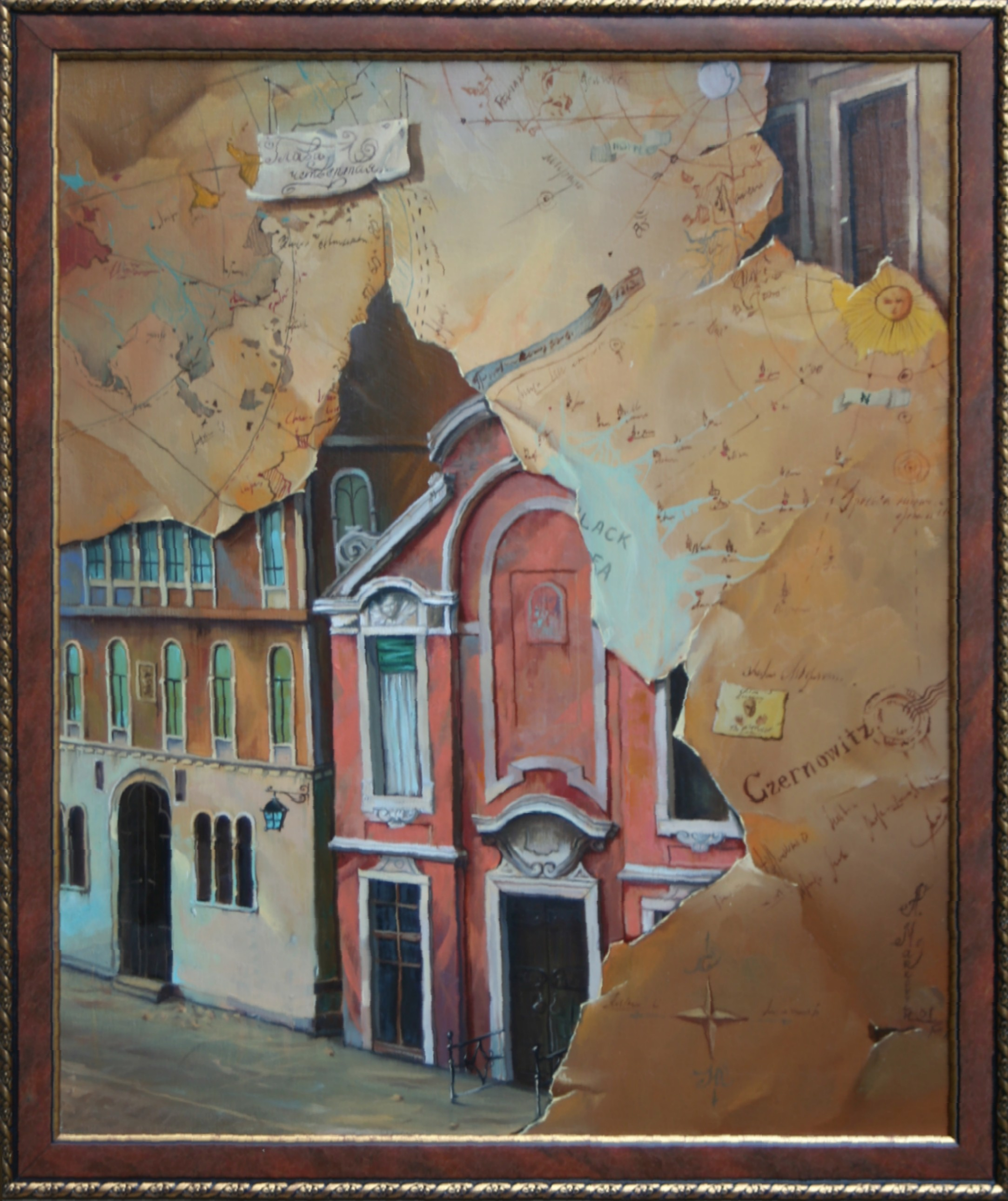
Day of the Town (« Jour de la ville »), 2008. 60x50cm.
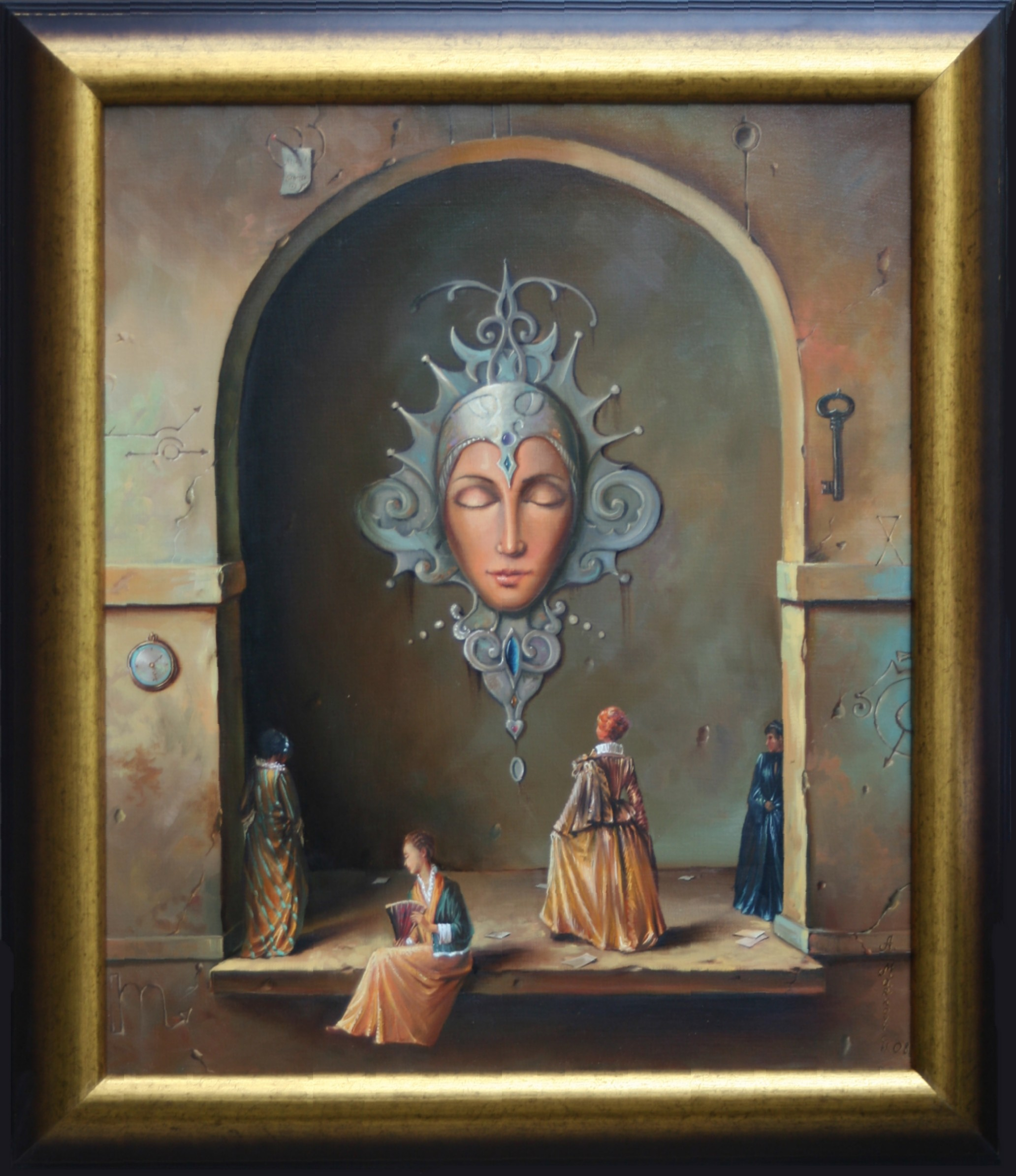
Mask (« Masque »), 2008. 60x50cm.
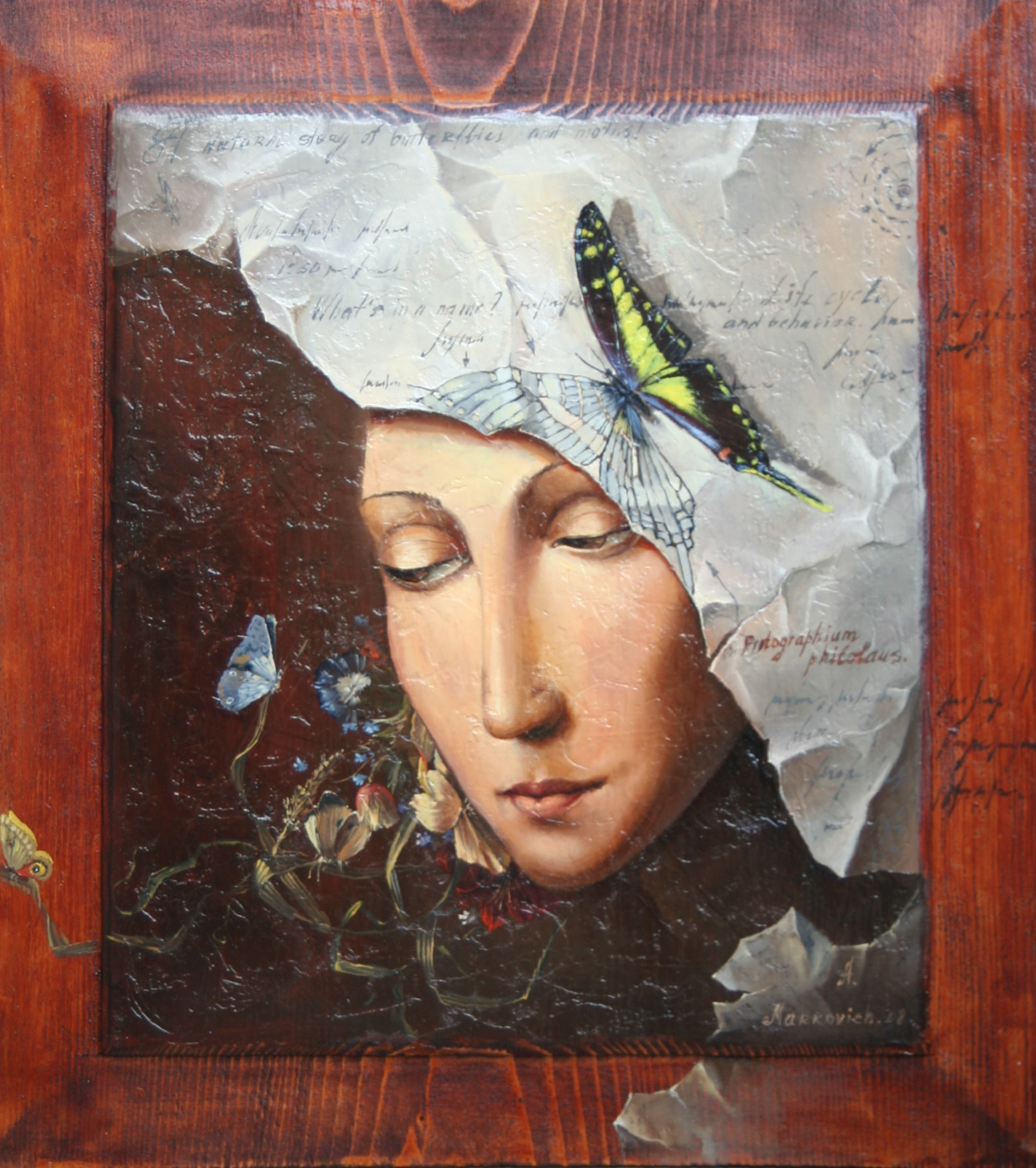
Illusion of Reality (« Illusion de la réalité »), 2008. 50x44,5 cm.